# Akira Yoshizawa

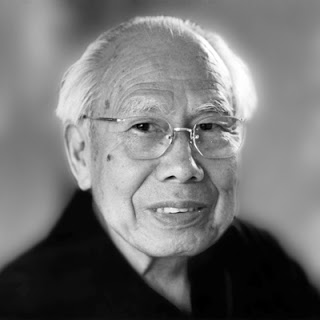
Akira Yoshizawa

Akira Yoshizawa (jap. 吉澤 章, Yoshizawa Akira; * 14. März 1911 in Kaminokawa, Präfektur Tochigi, Japan; † 14. März 2005 in Ogikubo, Tokio, Japan) war ein japanischer Origami-Meister. Er gilt als Begründer des modernen Origami. Er entwickelte über 50.000 Modelle, von denen nur einige Hundert in seinen zahlreichen Büchern festgehalten sind. 1983 erhielt er den Orden der Aufgehenden Sonne vom japanischen Kaiser Hirohito.

## Leben
Akira Yoshizawa wurde am 14. März 1911, in Kaminokawa, Präfektur Tochigi, Japan, in eine Bauernfamilie geboren. Mit 13 Jahren nahm der gelernte Schmied eine Arbeit in einer Fabrik in Tokio an. Als er in den 1930ern zum Technischen Zeichner befördert wurde, unterrichtete er die Lehrlinge mittels Origami. 1937 kündigte er, um Vollzeit als Origamikünstler zu arbeiten. Die nächsten 20 Jahre lebte er in großer Armut und verdiente seinen Lebensunterhalt durch den Verkauf von Tsukudani, einer japanischen Speise.
1944 erschien „Origami Shuko“ von Isao Honda, das auch Arbeiten von Yoshizawa zeigte. Im Jahre 1951 erschien er im japanischen Magazin „Asahi Graph“, was seine Bekanntheit steigerte. 1954 veröffentlichte Yoshizawa sein erstes Buch Atarashii Origami Geijutsu (dt. „Neue Origamikunst“). In diesem Werk erschien erstmals sein Diagrammsystem. Durch diese Veröffentlichung besserte sich auch seine finanzielle Lage. Wenig später, noch im selben Jahr, gründete er das International Origami Centre in Tokio.
Seine erste Ausstellung in Übersee organisierte 1955 der Architekt und Kunstsammler Felix Tikotin im Stedelijk Museum. 1956 heiratete er Kiyo, die auch als seine Managerin auftrat und selbst Origami lehrte. Im März 1998 hatte Yoshizawa die Möglichkeit, die weltgrößte Origami-Ausstellung im Louvre in Paris auszurichten.
Akira Yoshizawa starb am 14. März 2005, seinem 94. Geburtstag, im Krankenhaus von Ogikubo an den Folgen einer Lungenentzündung.

## Leistungen

Ein Diagramm für einen Kranich im Yoshizawa-Randlett-System

Er erfand ein eigenes System für gedruckte Faltanleitungen. Dabei werden die einzelnen Faltschritte als Diagramme mit Hilfe von verschiedenen Pfeilen und Linien dargestellt. Dies ermöglichte erstmals auch komplexere Modelle aufzuzeichnen und weiterzugeben. Es wurde rasch von Faltern überall auf der Welt angenommen und zum heute üblichen Standard, dem Yoshizawa-Randlett-System, erweitert.
Yoshizawa entwickelte auch viele Origami-Techniken, unter anderem das sogenannte Nassfalten. Hierbei wird das Papier vor dem Falten angefeuchtet, was runde und plastische Formen ermöglicht. Das Nassfalten wird oft als die Innovation angesehen, die es ermöglichte, Origami vom Brauchtum zu einer Kunstform zu entwickeln.

## Werke (Auswahl)
- Atarashii Origami Geijutsu, Origami Geijutsu-Sha 1954[4]
- Origami Reader I, Ryokuchi-Sha, 1957[4]
- Dokuhon, Vol.1  (Origami Tokuhon), 1973, ISBN 4-8216-0408-6
- Sosaku Origami (Creative Origami), Nippon Hoso Kyokai 1984, ISBN 4-14-031028-6
- Dokuhon, Vol.2 (Origami Tokuhon), 1986[4]
- Origami Dokuhon II (Origami Reader II), Kamakura Shobo 1986, ISBN 4-308-00400-4